# Broomhedge

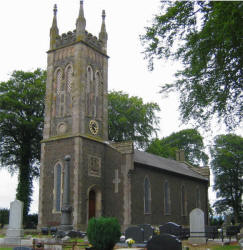
Iglesia de Broomhedge

Broomhedge es una aldea situada a 19 km de Belfast, cerca de Lisburn en Irlanda del Norte.

## Demografía
Según el censo de población de 2001, la zona postal que cubre Broomhedge tiene una población de 403, de la cual:
- 52,9 % hombres, 47,1 % mujeres;
- 25,6 % menos de 18 años, 20,6 % más de 60 años;
- todos son « Blancos » en el ámbito étnico;
- 97 % nacidos en Irlanda del Norte;
- 4,5 % católicos, 92,6 % protestantes;
- 92 % viven en unifamiliares aisladas;
- 10,9 % entre 16 y 74 años trabajan en la agricultura.

## Topónimo
Los límites de Broomhedge no correpsonden con los de la parroquia anglicana (Iglesia de Irlanda - véase la página de la diócesis para más información). De hecho, Broomhedge en sí mismo se sitúa entre las zonas postales de Lisburn y Craigavon. La aldea cubre también muchos townlands (pequeñas entidades subnacionales irlandeses).